# Mkrtič Armen
Mkrtič Armen, v arménštině Մկրտիչ Արմեն, vlastním jménem Mkrtič Harutjunjan (27. prosince 1906, Gjumri – 22. prosince 1972, Jerevan), byl sovětský arménský prozaik.

## Život
Mrktič Armen se narodil v Gjumri jako syn řemeslníka. V mládí byl aktivní komsomolec, v letech 1937–1945 byl internován pro údajnou protilidovou činnost, po válce byl rehabilitován. Nejprve psal agitační scénky a povídky ze života komsomolců, později novely i romány.
Nejznámějším a zřejmě nejlepším jeho dílem je novela Heghnar aghbjur (1935, Hegnařin pramen, česky jako Zázračný pramen), romantický příběh několika nešťastných lásek, odehrávající se v meziválečné době v Gjumri blízko tureckých hranic, kde se střetává arménský a turecký svět a tedy zároveň křesťanská a islámská morálka. Jejími hlavními postavami je stavitel pramenů Mkrtič a jeho krásná žena Hegnar.

## Dílo
- Širkanal (1926, Šiřacký kanál), sbírka povídek,
- Komeritakan patmvackner (1929, Komsomolské povídky),
- Gagatneri jerg (1933, Píseň vrcholů), sbírka povídek,
- Heghnar aghbjur (1935, Hegnařin pramen), novela známá i ve zdramatizované, filmové a televizní podobě,
- Aradžín patkommer (1934, První komsomolci), román,
- Jasva (1953), novela,
- Voske hndzal (1957, Zlatá číše), novela.

## Filmové adaptace
- Heghnar aghbjur (1971), sovětský film v arménském jazyce, režie Arman Manarjan

## Česká vydání
- Zázračný pramen, Odeon, Praha 1968, přeložila Ludmila Motalová (již roku 1966 byl překlad zdramatizován Václavem Cibulou jako rozhlasová hra pod názvem Čas na zázrak)